# Tweedledum y Tweedledee (DC Comics)
Tweedledum y Tweedledee (Dumfree y Deever Tweed) son un dúo de supervillanos que aparecen en los cómics publicados por DC Comics, principalmente como enemigos de Batman. Suelen aparecer como aliados del Sombrerero Loco. 
Dumfree y Deever Tweed hicieron su debut en acción real en la tercera temporada de Gotham, interpretados por Adam Petchel y Happy Anderson.

## Historial de publicaciones
Tweedledum y Tweedledee aparecieron por primera vez en Detective Comics #74 (abril de 1943), y fueron creados por Bob Kane, Jerry Robinson y Don Cameron.

## Historia
Dumfree Tweed y Deever Tweed son primos que se parecen tanto que a menudo se los confunde con gemelos idénticos. La pareja es conocida como Tweedledum y Tweedledee, ambos como un juego de palabras con sus nombres reales y porque se parecen mucho a las representaciones de los personajes de Sir John Tenniel en A través del espejo de Lewis Carroll. Los dos Tweed siempre llevan a cabo sus actividades delictivas en sociedad. Prefieren dirigir esquemas criminales y dejar que sus secuaces realicen cualquier actividad física necesaria. Los Tweed a menudo usan su extraordinario parecido para engañar a sus oponentes haciéndoles creer que solo hay uno de ellos. Tweedledum y Tweedledee se encontraron por primera vez con Batman y Robin cuando comenzaron una ola de crímenes en Gotham City. Batman y Robin han luchado contra los Tweed y los han vencido en ocasiones posteriores.
La pareja hace una aparición en Arkham Asylum: A Serious House on Serious Earth como presos en Arkham Asylum. En esta encarnación, aparecen unidos entre sí por un par de cascos de electrochoque, con Tweedledum representando la mitad derecha del cerebro y Tweedledee la izquierda.
Aunque Tweedledum y Tweedledee se representan con mayor frecuencia como los líderes de su propia organización criminal, a veces se los vuelve a imaginar como los secuaces del Joker.
En un tiroteo con el DPGC durante War Games, Dum recibe un disparo en la cabeza.
Durante la Crisis infinita, Tweedledum y Tweedledee aparecen como miembros de la Sociedad Secreta de Supervillanos de Alexander Luthor Jr. Joker se refiere a ellos como "Tweedledee y el nuevo Dum", lo que implica que el Tweedledum original está muerto o aún encarcelado. Más tarde se confirmó en Detective Comics # 841 que Dumfree Tweed había muerto y su hermano gemelo Dumson Tweed había tomado su lugar.
Los nuevos Tweedledum y Tweedledee eran parte de Wonderland Gang. Originalmente, el público creía que estaba dirigido por el Sombrerero Loco, pero se reveló que los Tweed realmente dirigían la pandilla usando uno de los dispositivos de control mental de Tetch para sacar provecho de su notoriedad. Llenaron la Pandilla del País de las Maravillas con otras parejas basadas en Alicia en el País de las Maravillas (como Mad Harriet, el León y el Unicornio, y la Morsa y el Carpintero). Después de que Batman derribó a los secuaces, el Sombrerero Loco finalmente se vengó de ellos pegándoles chips de control mental a los dos y volviéndolos uno contra el otro. Los villanos finalmente fueron arrestados por la policía. Después de un tiempo en prisión, los Tweed reformaron Wonderland Gang con la Morsa y el Carpintero, pero fueron rápidamente detenidos por Batman, Robin y Nightwing.
Durante la historia de Salvation Run, Tweedledum y Tweedledee terminaron deportados a otro planeta donde fueron enviados los otros villanos detenidos.
Tweedledum y Tweedledee fueron vistos siendo liberados por Hush, quien se hacía pasar por Bruce Wayne.

### The New 52
En The New 52 (un reinicio de la continuidad de DC lanzado en septiembre de 2011), se vuelven a presentar como los Hermanos Tweed, trabajando con el Sombrerero Loco. Han sido manipulados por el Sombrerero Loco en un complot para volver loca a Gotham City. Pronto son eliminados por Batman. También parecen tener una fuerza y resistencia sobrehumana.
Durante la historia de Forever Evil, Tweedledum y Tweedledee se encuentran entre los villanos reclutados por el Sindicato del Crimen de América para unirse a la Sociedad Secreta de Supervillanos.

## Poderes y Habilidades
Tweedledum y Tweedledee oficialmente no tienen superpoderes, pero sus cuerpos gordos les permiten rebotar y rodar a su antojo. En The New 52, los hermanos tienen una fuerza y resistencia sobrehumana.

## Otras versiones

### Batman: Arkham
En la serie de cómics de la precuela Batman: Arkham Knight, Tweedledee y Tweedledum fueron contratados por el Pingüino para robar un envío de Waynetech. También se les da un secuaz al que llaman "Tweedledie". Aunque logra capturar el cargamento, Batman alcanza y derrota a los primos, dejándolos atrás para el DPGC. Tweedledum y Tweedledee son luego asesinados por Arkham Knight en su celda con una escopeta.

### Injustice: Dioses entre nosotros
En la serie de cómics de precuela de Injustice: Dioses entre nosotros, Tweedledee y Tweedledum aparecen en el quinto año y se encuentran con Máscara Negra, Man-Bat, Tigre de Bronce, El Espantapájaros y el Sombrerero Loco hasta que llega Robin y lucha contra los villanos. Robin se las arregla fácilmente para derrotar a Tweedledee y Tweedledum, pero pronto es abrumado por todos los villanos y queda inconsciente hasta que es salvado por Deadman, que posee al Tigre de Bronce y pide ayuda.

## En otros medios

### Televisión
- Tweedledum y Tweedledee aparecen en el episodio de The Batman/Superman Hour, "A Mad Mad Tea Party", ambos con la voz de Ted Knight. Esta versión del dúo trabaja para el Sombrerero Loco.
- Tweedledum y Tweedledee aparecen en Batman: The Brave and the Bold. Esta versión del dúo utiliza un estilo de lucha coordinado, posee mayores capacidades de rebote y trabaja para Baby Face.
- Dumfree y Deever Tweed aparecen en la tercera temporada de Gotham,[12] interpretados por Adam Petchel y Happy Anderson respectivamente. Esta versión del dúo son luchadores profesionales, boxeadores y miembros de "Terrible Tweeds" junto con tres hermanos anónimos. Introducido en el episodio "Mad City: New Day Rising", Jervis Tetch les lava el cerebro a los Tweed para que sirvan como sus ejecutores y lo ayuden a atacar el Departamento de Policía de Gotham City (GCPD) para rescatar a su hermana Alice. Tetch, Alice, Dumfree y Deever escapan con éxito, pero dos de los Tweed mueren y uno es arrestado. A lo largo de los episodios "Follow the White Rabbit" y "Red Queen", los Tweed restantes continúan sirviendo a Tetch hasta que el GCPD finalmente arresta al trío y los encarcela en Arkham Asylum.

### Videojuegos
- Una biografía de Tweedledum y Tweedledee aparece en Batman: Arkham Asylum.
- Tweedledum y Tweedledee aparecen en Batman: The Enemy Within, con la voz de Kirk Thornton y Dave B. Mitchell respectivamente. Esta versión del dúo se llama Frank Dumfree y Willy Deever respectivamente y patrocinadores del Stacked Deck Bar que han tenido interacciones previas con Batman y luego encuentran trabajo con el Joker.